# Вільгельм Юнг
Вільгельм Юнґ (нім. Wilhelm Jung; 9 жовтня 1912, Геттінген — ?) — німецький військовий кореспондент і бортовий стрілець бомбардувальника, лейтенант люфтваффе. Кавалер Німецького хреста в золоті.
Під час Другої світової війни здійснив 138 бойових вильотів (з них 21 авіаналіт на Сталінград).

## Нагороди
- Медаль «У пам'ять 1 жовтня 1938» (7 березня 1940)
- Медаль «У пам'ять 13 березня 1938 року» (4 квітня 1940)
- Медаль «За вислугу років у НСДАП» в бронзі та сріблі (15 років) (20 квітня 1940) — отримав 2 медалі одночасно.
- Залізний хрест
  - 2-го класу (27 червня 1941)
  - 1-го класу (26 січня 1942) — як зондерфюрер 7-ї моторизованої роти військових кореспондентів взводу військових кореспондентів «Африка».
- Нагрудний знак стрільця і бортрадиста (16 серпня 1941)
- Авіаційна планка бомбардувальника
  - в бронзі (20 жовтня 1941) — як зондерфюрер 2-ї ескадри пікіруючих бомбардувальників.
  - в сріблі (13 серпня 1942) — як лейтенант 51-ї бомбардувальної ескадри.
  - в золоті (15 жовтня 1942) — як лейтенант і бортовий стрілець 4-ї ескадрильї 2-ї групи 77-ї ескадри пікіруючих бомбардувальників; нагороджений за 110 бойових вильотів.
- Медаль «За італо-німецьку кампанію в Африці» (Італія) (20 травня 1942)
- Німецький хрест в золоті (19 лютого 1943) — як лейтенант і бортовий стрілець 4-ї ескадрильї 2-ї групи 77-ї ескадри пікіруючих бомбардувальників.
- Почесний Кубок Люфтваффе (22 квітня 1943) — як лейтенант і бортовий стрілець 4-ї ескадрильї 2-ї групи 77-ї ескадри пікіруючих бомбардувальників.
- Нарукавна стрічка «Африка» (20 червня 1943)